# Isole Cayman ai Giochi della XXV Olimpiade
Le Isole Cayman parteciparono ai Giochi della XXV Olimpiade, svoltisi a Barcellona, Spagna, dal 25 luglio al 9 agosto 1992, con una delegazione di 10 atleti impegnati in tre discipline.